# Tarmben
| Lateral vy. |
| Medial vy. |
| Höger höftben, lateral respektive medial vy. Tarmbenet utgör den övre hälften ovanför höftledsgropen. Illustration: Gray's Anatomy, 1918. (PD) |

Tarmben (latin: os ilium) är, i skelettet hos fyrfotadjur, ett parigt oregelbundet ben som hos människor utgör den laterala, övre delen av bäckenet (pelvis).  Den benkant som man kan känna på sidan av kroppen strax nedanför midjan är överkanten av tarmbenet.
Tarmbenet hos människan består av två delar: En nedre "kropp", corpus ossis ilii, och en övre "vinge", ala ossis ilii. Gränsen mellan dessa två delar finns markerad på tarmbenets insida som åsen linea arcuata och på benets utsida i form av höftledsgropens (acetabulum) kant.

## Corpus
Corpus utgör knappt två femtedelar av höftledsgropen. 
Delar av dess utsida utgör en del av höftledsgropens månformade ledyta, facies lunata. 
Corpus insida utgör den delen av lilla bäckenets vägg där några av m. obturatorius internus fibrer har sitt fäste. 
Corpus övergång i sina motsvarigheter på sittbenet (os ischii) och blygdbenet (os pubis) finns knappt synlig i höftledsgropen som tunna linjer.

## Ala
Ala utgör den övre del av tarmben som avgränsar stora bäckenet lateralt. Upptill avgränsas ala av höftbenskammen (crista iliaca) som syns tydligt genom huden hos de flesta människor. Den nedre gränsen markeras av höftledsgropens övre kant.
Dess utsida, dorsum ilii, är baktill riktad lateralt bakåt och framtill lateralt nedåt. Utsidan är konvex framtill och konkav baktill. Utsidan korsas av tre konvexa åsar: linea glutea posterior, anterior och inferior där sätesmusklerna har sina ursprung.
Insidans främre del avgränsas upptill av höftbenskammen och nedtill av linea arcuata och utgörs till större delen av en stor, slät och konkav yta kallad fossa iliaca vars djupaste del kan vara så tunn att den nästan är genomskinligt. Insidans bakre del består av två delar: Den nedre delen utgörs av höftbenets ledyta i sakroiliakaleden (art. sacroiliaca) kallad facies auricularis. Den övre, skrovliga delen kallas tuberositas iliaca och utgör fäste för flera sakroiliakaligament och m. erector spinae samt m. multifidus.